# Al-Nassr Football Club 2019-2020
 Questa voce raccoglie le informazioni riguardanti l'Al-Nassr Football Club nelle competizioni ufficiali della stagione 2019-2020.

## Rosa
Rosa aggiornata al 21 dicembre 2019.
| N. |                           | Ruolo | Calciatore           |
| -- | ------------------------- | ----- | -------------------- |
| 1  | Australia (bandiera)      | P     | Brad Jones           |
| 2  | Arabia Saudita (bandiera) | D     | Sultan Al-Ghanam     |
| 3  | Arabia Saudita (bandiera) | D     | Abdullah Madu        |
| 4  | Arabia Saudita (bandiera) | D     | Omar Hawsawi         |
| 5  | Arabia Saudita (bandiera) | D     | Abdulelah Al-Amri    |
| 6  | Brasile (bandiera)        | C     | Petros               |
| 7  | Nigeria (bandiera)        | A     | Ahmed Musa           |
| 8  | Arabia Saudita (bandiera) | C     | Yahya Al-Shehri      |
| 9  | Marocco (bandiera)        | A     | Abderrazak Hamdallah |
| 10 | Brasile (bandiera)        | A     | Giuliano (capitano)  |
| 11 | Marocco (bandiera)        | A     | Nordin Amrabat       |
| 13 | Arabia Saudita (bandiera) | D     | Abdulrahman Al-Obaid |
| 16 | Arabia Saudita (bandiera) | C     | Abdulaziz Al-Jebreen |
| 17 | Arabia Saudita (bandiera) | C     | Abdullah Al-Khaibari |
| 18 | Brasile (bandiera)        | D     | Maicon               |

| N. |                           | Ruolo | Calciatore               |
| -- | ------------------------- | ----- | ------------------------ |
| 20 | Arabia Saudita (bandiera) | D     | Hamad Al-Mansour         |
| 21 | Arabia Saudita (bandiera) | D     | Abdullah Ahmed Al-Asta   |
| 22 | Arabia Saudita (bandiera) | P     | Abdullah Al-Enezi        |
| 23 | Arabia Saudita (bandiera) | C     | Mukhtar Ali              |
| 25 | Arabia Saudita (bandiera) | D     | Nawaf Al-Farshan         |
| 27 | Arabia Saudita (bandiera) | C     | Awad Khamis              |
| 28 | Arabia Saudita (bandiera) | D     | Ahmed Akash              |
| 33 | Arabia Saudita (bandiera) | P     | Waleed Abdullah          |
| 38 | Arabia Saudita (bandiera) | C     | Fahd Mohammed Al-Jumaiya |
| 39 | Arabia Saudita (bandiera) | C     | Abdulrahman Al-Dosari    |
| 42 | Arabia Saudita (bandiera) | A     | Firas Al-Buraikan        |
| 45 | Arabia Saudita (bandiera) | C     | Faraj Al-Ghashayan       |
| 46 | Arabia Saudita (bandiera) | C     | Khalid Al Ghuwainem      |
|    | Arabia Saudita (bandiera) | A     | Abdulfattah Adam         |